# Piłka siatkowa na Igrzyskach Afrykańskich 2011
Piłka siatkowa na Igrzyskach Afrykańskich 2011 rozegrany został między 6 września a 16 września w Maputo.

## Medaliści
| Konkurencja | Złoto    | Srebro   | Brąz  |
| kobiety     | Algieria | Kamerun  | Kenia |
| mężczyźni   | Kamerun  | Algieria | Kenia |

## Tabela medalowa
| Miejsce | Państwo  | Złoto | Srebro | Brąz | Razem |
| ------- | -------- | ----- | ------ | ---- | ----- |
| 1.      | Algieria | 1     | 1      | 0    | 2     |
| 2.      | Kamerun  | 1     | 1      | 0    | 2     |
| 3.      | Kenia    | 0     | 0      | 2    | 1     |
|         | Razem    | 2     | 2      | 2    | 6     |